# Kammersänger

Kammersänger est une distinction allemande décernée aux chanteurs.
De l'allemand Kammersänger, ou Kammersängerin pour les femmes, on peut le traduire littéralement par « chanteur de chambre » en français. L’appellation équivalente en suédois est hovsångare (« chanteur de cour ») ou hovsångerska pour les femmes.
Ce titre est donné en Allemagne et en Autriche. En règle générale, il est conféré sur recommandation locale, par des institutions nationales.
Historiquement, ce titre était attribué à des chanteurs par des rois ou des princes (« chanteur de la chambre » du roi, par opposition à  « chanteur de la chapelle » du roi).

## Titulaires

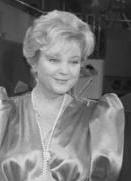
Lucia Popp.

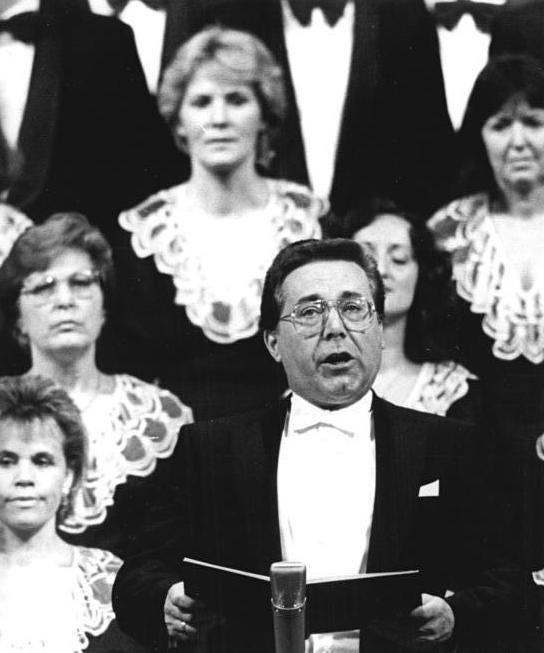
Peter Schreier.

### Chanteuses
- Montserrat Caballé[2], soprano
- Edda Moser[3], soprano
- Erna Sack[4], soprano
- Lucia Popp[5], soprano
- Diana Damrau[6], soprano
- Birgit Nilsson[7], soprano
- Elisabeth Grümmer[8], soprano
- Hilde Zadek[9], soprano
- Ljuba Welitsch[10], soprano
- Natalie Dessay
- Nina Stemme
- Elīna Garanča[11],mezzo-soprano
- Margarethe Siems

### Chanteurs
- Tito Schipa, ténor
- Fritz Wunderlich, ténor
- Barry McDaniel, baryton-basse
- Alfredo Kraus[12], ténor
- Peter Schreier[13], ténor
- Wolfgang Schmidt, ténor
- Kurt Rydl[14], basse
- Anton Dermota[15], ténor
- Jess Thomas, ténor (1963)
- James King, ténor
- Peter Schreier[16], ténor
- Theo Adam[17], baryton-basse
- Kurt Moll, basse
- José Van Dam[18], baryton-basse
- Nicolai Gedda[19], ténor (1989)
- Hans Sotin[20], basse
- Gustav Neidlinger[21], baryton-basse
- Roberto Alagna, ténor (2015)